# サンデースポーツ9
『サンデースポーツ9』（サンデースポーツナイン、英字表記：SUNDAY SPORTS 9、略称：SS9（エスエスナイン））は、日本テレビ系列局ほかで放送されていた日本テレビ製作のスポーツニュース番組である。日本テレビ系列局では1983年9月11日から1984年9月30日まで放送。

## 概要
あらゆるジャンルのスポーツ情報を伝えていた。プロ野球については、巨人戦の情報だけでなく他球団の情報も伝えていた。基本的には毎週日曜 21:00 - 21:54 （日本標準時）に生放送されていたが、同日にプロ野球ナイター中継がある日には、20:54の『NNNニューススポット』と枠交換し6分繰り上げての生放送を行っていた。
日本テレビは本番組の開始以前にも、日曜のスポーツニュース番組として『独占!!スポーツ情報』を放送していた。しかし、同番組は19:00までの放送であり、同日に行われるナイターについては試合開始直後の情報（1回か2回の攻撃のあたり）しか伝えることができなかった。また、日本テレビが試合途中でナイター中継を終了することになった場合、試合結果は『NNNきょうの出来事』の後に放送のスポーツニュースまで伝えることができなかったが、本番組の開始によって試合結果も途中経過もリアルタイムで伝えることが可能になった。
プロ野球ペナントレース終盤からのスタートとなったがこれは、前番組の『新・松平右近』が当初の予定より早めて22話で打ち切ったことから独自のつなぎ番組を放送せず10月以降にスタートすることが決まっていたこの番組を3週間早めたものである。スタート当初から巨人戦ナイターの延長放送を行う予定だったが第1回では後楽園球場で行われた巨人対ヤクルト戦で江川卓の好投で試合が早く終わり延長放送は、行われずその日に行われた各試合のハイライトを放送した。またこの回では、長嶋茂雄もゲスト出演した。
スタート当初は、『独占!!スポーツ情報』との差別化が課題だった。番宣スポットなどでは「日曜日はプロ野球が終わってもプロ野球以外の競技が19も行われている」のキャッチフレーズを掲げてプロ野球以外の競技も詳しく伝えることをアピールした。プロ野球開幕後はプロ野球を主体にした構成に改め先述の通りプロ野球ナイター中継のある日はそのまま延長放送に充てた。
1983年の民放テレビは、2時間ドラマや情報番組の台頭で連続ドラマ、連続時代劇、連続アニメのうち最低1本は減りバラエティ番組や情報番組にシフトしていた。この番組も例外ではなく前番組は、『子連れ狼』や『桃太郎侍』などを生み出した連続時代劇枠だった。また翌年開催のサラエボ五輪とロス五輪が控えておりプロ野球以外の競技も取り上げるスポーツ情報番組の新設で民放でも五輪が視聴出来る習慣の足掛かりを掴みたかった。同年4月には、野村克也がメインキャスターを務めた『速報!!TVスタジアム』（テレビ朝日）、前番組が連続アニメ枠だった『サントリースポーツ天国』　(フジテレビ）、月曜から日曜まで毎日放送しスタート当初は「日本一速いスポーツワイドニュース」のキャッチフレーズを掲げた『メガTONスポーツTODAY～プロ野球速報～』(テレビ東京）もスタートした。翌年4月には、『JNNスポーツデスク』(TBS) の日曜版である『スポーツ特集』（同）、NHK総合でも『きょうのスポーツとニュース』が月曜から日曜まで毎日放送し平日のメインキャスターに当時NHKアナウンサーだった松平定知が務めた。なお、『きょうのスポーツとニュース』の日曜版で星野仙一がメインキャスターを務めた『サンデースポーツスペシャル』(同）はこの番組が終了した翌年の1985年4月にスタートし現在も『サンデースポーツ』のタイトルでキャスターや放送時間を変えながら放送中である。
番組は、1年間で終了しプロ野球頼みだったことは否めないがプロ野球中継を延長放送したり試合終了まで中継する意義は大きく、事実番組が終了した翌年の同局の巨人戦ナイターは、シーズン当初は土曜、日曜に限定していたが9月以降はほぼ全試合30分延長放送することが可能になった。一時期は60分延長放送することが可能となり30分経過すると「クライマックスバトル」というコーナー名でこのコーナーのスポンサーを募って放送したことがあるほどだった。この延長放送は巨人が低迷していた2005年のシーズン途中まで行われた。
同局のゴールデンタイム、プライムタイムに放送したスポーツ情報番組はこの後、1985年に森田健作がメインキャスターを務めた『プロ野球BOXシート』、1988年に関口宏と江川卓が司会を務めた『こちら夢スタジアム』が放送された。
現在、同局の土曜、日曜の週末の夜のスポーツニュースは、『Going!Sports&News』で行われている。

## 出演者

### 進行キャスター
- 吉田填一郎（当時日本テレビアナウンサー）
- 徳光和夫（当時日本テレビアナウンサー） - 後期の出演者。
- 杉かおり - 後期の出演者。

### コメンテーター
- 板東英二
- 山尾孝雄（読売テレビ解説者） - 在阪球団（阪神・近鉄など）主催試合のハイライト担当として、読売テレビのスタジオから中継出演。

## 放送局
系列はネット終了時（1984年9月）のもの。
| 放送対象地域   | 放送局         | 系列                                         | 備考   |
| -------------- | -------------- | -------------------------------------------- | ------ |
| 関東広域圏     | 日本テレビ     | 日本テレビ系列                               | 製作局 |
| 北海道         | 札幌テレビ     | 日本テレビ系列                               |        |
| 青森県         | 青森放送       | 日本テレビ系列 テレビ朝日系列                |        |
| 岩手県         | テレビ岩手     | 日本テレビ系列                               |        |
| 宮城県         | ミヤギテレビ   | 日本テレビ系列                               |        |
| 秋田県         | 秋田放送       | 日本テレビ系列                               |        |
| 山形県         | 山形テレビ     | フジテレビ系列                               | [ 6 ]  |
| 福島県         | 福島中央テレビ | 日本テレビ系列                               |        |
| 山梨県         | 山梨放送       | 日本テレビ系列                               |        |
| 新潟県         | テレビ新潟     | 日本テレビ系列                               |        |
| 静岡県         | 静岡第一テレビ | 日本テレビ系列                               |        |
| 富山県         | 北日本放送     | 日本テレビ系列                               |        |
| 福井県         | 福井放送       | 日本テレビ系列                               |        |
| 中京広域圏     | 中京テレビ     | 日本テレビ系列                               |        |
| 近畿広域圏     | よみうりテレビ | 日本テレビ系列                               |        |
| 広島県         | 広島テレビ     | 日本テレビ系列                               |        |
| 山口県         | 山口放送       | 日本テレビ系列 テレビ朝日系列                |        |
| 徳島県         | 四国放送       | 日本テレビ系列                               |        |
| 香川県・岡山県 | 西日本放送     | 日本テレビ系列                               |        |
| 愛媛県         | 南海放送       | 日本テレビ系列                               |        |
| 高知県         | 高知放送       | 日本テレビ系列                               |        |
| 福岡県         | 福岡放送       | 日本テレビ系列                               |        |
| 長崎県         | テレビ長崎     | フジテレビ系列 日本テレビ系列                |        |
| 熊本県         | 熊本県民テレビ | 日本テレビ系列                               |        |
| 大分県         | テレビ大分     | フジテレビ系列 日本テレビ系列 テレビ朝日系列 |        |
| 宮崎県         | テレビ宮崎     | フジテレビ系列 日本テレビ系列 テレビ朝日系列 |        |